# Liste des épisodes de Ben 10: Omniverse
Cet article présente la liste des épisodes de la série télévisée d'animation américaine Ben 10: Omniverse.

## Résumé des saisons
| Saisons | Saisons | Épisodes | Première date de diffusion | Dernière date de diffusion | Antagonistes principaux    |
| ------- | ------- | -------- | -------------------------- | -------------------------- | -------------------------- |
|         | 1       | 10       | 1er août 2012              | 17 novembre 2012           | Khyber                     |
|         | 2       | 10       | 24 novembre 2012           | 2 février 2013             | Virus                      |
|         | 3       | 10       | 9 février 2013             | 6 avril 2013               | Les Incursiens             |
|         | 4       | 10       | 5 octobre 2013             | 7 décembre 2013            | Khyber et Albedo           |
|         | 5       | 10       | 15 février 2014            | 19 avril 2014              | Monstres galactiques       |
|         | 6       | 10       | 6 août 2014                | 17 octobre 2014            | Vilgax et Eon; Les Rooters |
|         | 7       | 10       | 20 octobre 2014            | 31 octobre 2014            | Ben Fou                    |
|         | 8       | 10       | 5 novembre 2015            | 14 novembre 2015           | Maltruant                  |

## Épisodes par saison

### Première saison (Août-Octobre 2012)
1. Plus les choses changent, 1re partie (The More Things Change, Part 1)
2. Plus les choses changent, 2e partie (The More Things Change, Part 2)
3. Ben fait des étincelles (A Jolt from the Past)
4. Une mise à jour à haut risque (Trouble Helix)
5. Je te propose un marché (Have I Got a Deal for You!)
6. Au revoir et merci pour tous les smoothies (So Long, and Thanks for All the Smoothies!)
7. C'était eux (It Was Them!)
8. La Fusion (Hot Stretch)
9. Des Prédateurs et des Proies, 1re partie (Of Predators and Prey, Part 1)
10. Des Prédateurs et des Proies, 2e partie (Of Predators and Prey, Part 2)

### Deuxième saison (Novembre 2012-Janvier 2013)
1. La Grande Évasion (Outbreak)
2. Pour le Meilleur et Pour le Pire (Manny Happy Returns)
3. La Partie de Pêche (Gone Fishin')
4. Blukic et Driba vont chez Monsieur Jus de Fruits (Blukic & Driba Go to Mr. Smoothy's)
5. La Fête Foraine (Malefactor)
6. Croissance Interrompue (Arrested Development)
7. Les Potes de l'Espace (Bros in Space)
8. Ben, Vice et Versa (Ben Again)
9. Dimensions (Store 23)
10. Une Livraison Très Spéciale (Special Delivery)

### Troisième saison (Janvier-Mai 2013)
1. La Confrontation, 1ère Partie (Showdown, Part 1)
2. La Confrontation, 2ème Partie (Showdown, Part 2)
3. Trouble Digestif (Tummy Trouble)
4. Le Transfert de Vilgax (Vilgax Must Croak!)
5. Pendant ton Absence (While You Were Away!)
6. Les Grenouilles Ninjas, 1ère Partie (The Frogs of War, Part 1)
7. Les Grenouilles Ninjas (The Frogs of War, Part 2)
8. Le Combat de Ben (Rules of Engagement)
9. Rad (Rad)
10. Le Plan Diabolique du Dr. Animo (Evil's Encore)

### Quatrième saison (Septembre-Décembre 2013)
1. Ouf ce sont les Saturday (T.G.I.S.)
2. Réunion au Sommet (Food Around the Corner)
3. Bébé d'Amour (O Mother, Where Art Thou?)
4. Le Retour de la Confrérie (Return to Forever)
5. Dans la Boue jusqu'au Cou (Mud Is Thicker Than Water)
6. Otto Mobile (OTTO Motives)
7. Chassez le Naturel... (The Ultimate Heist)
8. Pour une Poignée de Cerveaux (A Fistful of Brains)
9. Pour quelques cerveaux de plus (For a Few Brains More)
10. Le Monstre de Max (Max's Monster)

### Cinquième saison (Février-Juillet 2014)
1. La Foire des Ténèbres de Zombozo (Something Zombozo This Way Comes)
2. Mystère Incorporel (Mystery, Incorporeal)
3. L'Heure de la Vengeance a Sonné (Bengeance Is Mine!)
4. Le Ben Garou de Londres (An American Benwolf in London)
5. La Grande Évasion (Animo Crackers)
6. Les Monstres Font la Fête (Rad Monster Party)
7. Charmé, J'en Suis Sûr (Charmed, I'm Sure!)
8. Les Vampires se Rebiffent (The Vampire Strikes Back)
9. Crêpage de Chignon (Catfight)
10. Le Tournage (Collect This!)

### Sixième saison (Août-Octobre 2014)
1. Et soudain, plus personne (And Then There Were None)
2. Et soudain il y eut Ben (And Then There Was Ben)
3. Les Vengeurs Masqués (The Vengers)
4. Crache le Morceau (Cough It Up!)
5. Les Visionnaires du Mal (The Rooters of All Evil)
6. Blukic et Driba vont sur la Zone 51 (Blukic and Driba Go to Area 51)
7. Tous les Coups sont Permis (No Honor Among Bros)
8. L'Univers contre Tennyson (Universe Vs. Tennyson)
9. Armes XI, Partie 1 (Weapon XI, Part 1)
10. Armes XI, Partie 2(Weapon XI, Part 2)

### Septième saison (Novembre 2014)
1. Clyde 5 (Clyde Five)
2. Les Liens du Sang (Rook Tales)
3. Le Bâton des Siècles (Charm School)
4. Le Grand Livre des Dettes (The Ballad of Mr. Baumann)
5. Une Nuit au Musée (Fight at the Museum)
6. Trop Impliqué (Breakpoint)
7. Parfum Artificiel (The Color of Monkey)
8. Vreedlemania (Vreedlemania)
9. Le Monde de Ben va très très très mal, 1re Partie (It's a Mad, Mad, Mad Ben World, Part 1)
10. Le Monde de Ben va très très très mal, 2e Partie (It's a Mad, Mad, Mad Ben World, Part 2)

### Huitième saison (Mai-Juin 2015)
1. De l'Hédorium à l'Éternité (From Hedorium to Eternity)
2. Le Parasite (Stuck on You!)
3. Que la guerre du temps recommence (Let's Do the Time War Again)
4. Le secret de Dos Santos (Secret of Dos Santos)
5. Prise la main dans le sac (Third Time's a Charm)
6. Le Compte à Rebours (Final Countdown)
7. Vilgax Attaque (Malgax Attacks)
8. Le Jeu le plus Dangereux (Most Dangerous Game Show)
9. La Fin d'une Époque (The End of an Era)
10. Un Smoothie pour la Vie (A New Dawn)